# William Kahan
William Morton Kahan (Toronto, 5 giugno 1933) è un matematico e informatico canadese.
Ha ricevuto il premio Turing nel 1989 per i suoi contributi in analisi numerica.